# Pantscho Wladigerow

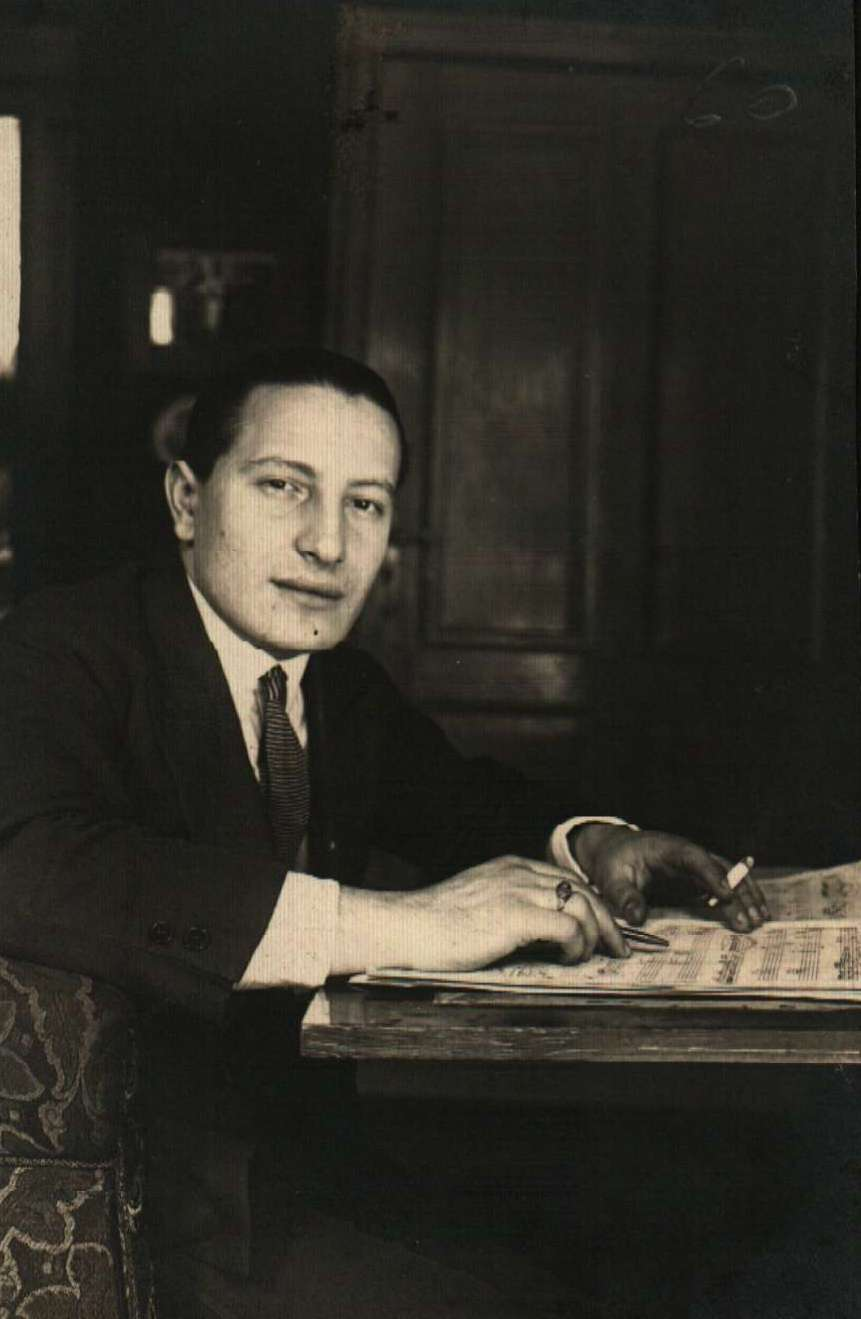
Pantscho Wladigerow

Pantscho Haralanov Wladigerow (bulgarisch: Панчо Хараланов Владигеров; ISO 9: Pančo Haralanov Vladigerov; auch: Pantcho Vladigueroff, Pantscho Wladigueroff, Pancio Vladigherov; Vladigerov, Wladigeroff oder Vladigeroff; * 13. März 1899 in Zürich; † 8. September 1978 in Sofia) war ein bulgarischer Komponist, Pianist und Hochschullehrer.

## Leben

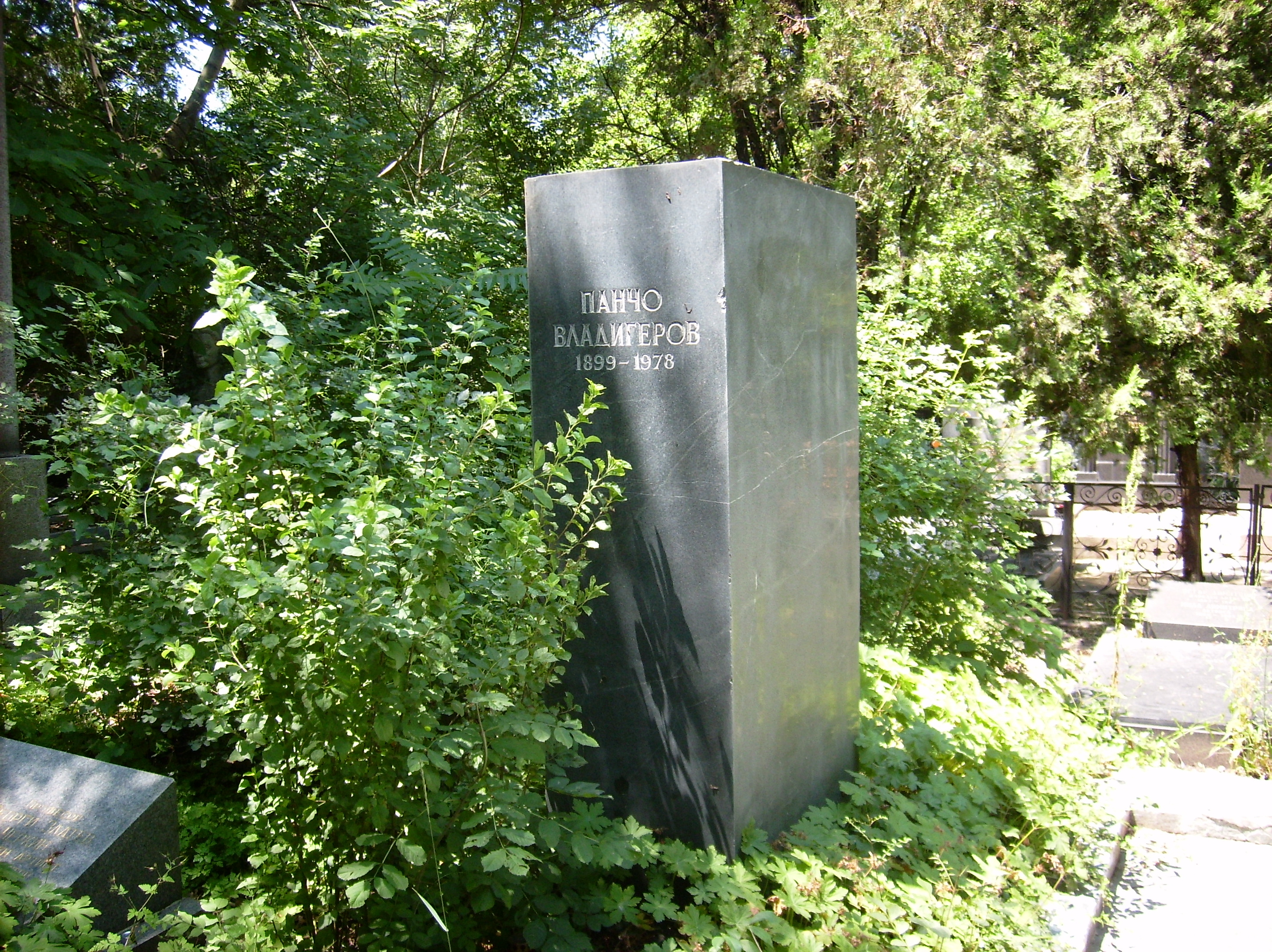
Grab in Sofia

Wladigerow studierte ab 1912 in Berlin bei Georg Schumann, Friedrich Gernsheim und Paul Juon. Zweimal, 1918 und 1920, errang er den Mendelssohn-Preis. Er wirkte an mehreren Theatern als Kapellmeister und Pianist – darunter von 1920 bis 1932 für Max Reinhardt am Deutschen Theater in Berlin. Wegen des zunehmenden Antisemitismus verließ er Deutschland und wurde 1932 für vierzig Jahre Professor für Klavier und Komposition an der Nationalen Musikakademie von Sofia, die heute seinen Namen trägt. Zu seinen Schülern zählt u. a. Alexis Weissenberg, Stefan Remenkow. Sein Sohn, Alexander Wladigerow (1933–1993), war als Dirigent und Komponist tätig.

## Werke (Auswahl)
Wladigerow komponierte zwei Opern und ein Ballett, zwei Sinfonien, eine Suite, eine Legende und zwei Ouvertüren für Orchester, Bulgarische und Rumänische Tänze, ein Cellokonzert, fünf Klavier- und drei Violinkonzerte, kammermusikalische Werke, Klavierwerke, Werke für zwei Klaviere, Lieder und Volksliedbearbeitungen.

## Gedenken
Seit 2013 ist er Namensgeber für die Wladigerow-Passage, eine Meerenge in der Antarktis.

## Aufnahmen
- Colours of Bulgaria: Piano Pieces by Pancho Vladigerov – Dimiter Terziev, Arktos Recordings, 2000, MP3-Version, 2008
- Pancho Vladigerov: Bulgarian Rhapsody Vardar, Traumspielsuite, Bulgarian Dances – Berlin Radio Symphony Orchestra, Horia Andreescu, Classic Produktion Osnabrück (CPO) Records, 2007
- Pancho Vladigerov: Chamber Music – Rudolf Leopold, Endre Hegedus, Katalin Hegedus, Raluca Stirbat, Édua Amarilla Zádory, Hungaroton, 2006
- Bulgarian Impressions: Vladigerov – Complete Works for Piano Duo - Genova/Dimitrov, CPO Records, 2000
- Pancho Vladigerov: Compositions – Bulgarian Radio Symphony Orchestra, Alexander Vladigerov, Gega Records, 1999
- The Legacy of Pantcho Vladigerov – Krassimira Jordan, pianist, Albany Records, 1998